# Trest smrti v Salvadoru
Trest smrti v Salvadoru je legální forma trestu za zločiny souzené ve válečném stavu dle vojenského práva. Za civilní zločiny byl trest smrti v Salvadoru zrušen v roce 1983 článkem 27 Ústavy Salvadoru. Poslední poprava se v zemi konala v roce 1973. Podle toho se Salvador řadí po boku Brazílie, Peru, Chile, Guatemaly, Izraele a Burkiny Faso mezi "abolicionisty za běžné zločiny".
Dne 8. dubna 2014 Salvador přistoupil k Druhému opčnímu protokolu Mezinárodního paktu o občanských a politických právech s výhradou pro zločiny podle vojenského práva spáchané během války. Salvador v letech 2007, 2008, 2010, 2012, 2014, 2016, 2018 a 2020 hlasovalo pro moratorium OSN na trest smrti.